# Primer ministro de Aruba
El Primer Ministro de Aruba o Ministro Presidente (en papiamento: minister presidente; en neerlandés: minister president) es el jefe de gobierno de la isla caribeña de Aruba. En conjunto con el Consejo de Ministros, forma el Órgano Ejecutivo del gobierno de Aruba. Este cargo se creó el 1 de enero de 1986, cuando Aruba se separó de las Antillas Neerlandesas y obtuvo el derecho a organizar su propio gobierno autónomo dentro del Reino de Los Países Bajos.
Es electo cada 4 años, a menos que se decida el adelanto de las elecciones.

## Lista de Primeros Ministros
| N.º | N.º | Imagen | Nombre (nacimiento - muerte) | Período                 | Período                 | Partido |
| --- | --- | ------ | ---------------------------- | ----------------------- | ----------------------- | ------- |
|     | 1   |        | Henny Eman (n. 1948)         | 1 de enero de 1986      | 9 de febrero de 1989    | AVP     |
|     | 2   |        | Nelson Oduber (n. 1947)      | 9 de febrero de 1989    | 1 de septiembre de 1994 | MEP     |
|     | (1) |        | Henny Eman (n. 1948)         | 1 de septiembre de 1994 | 30 de octubre de 2001   | AVP     |
|     | (2) |        | Nelson Oduber (n. 1947)      | 30 de octubre de 2001   | 30 de octubre de 2009   | MEP     |
|     | 3   |        | Mike Eman (n. 1961)          | 30 de octubre de 2009   | 17 de noviembre de 2017 | AVP     |
|     | 4   |        | Evelyn Wever-Croes (n. 1966) | 17 de noviembre de 2017 | en el cargo             | MEP     |